# Francisco Montes
Francisco Montes (22 aprile 1943) è un ex calciatore messicano, di ruolo difensore.

## Carriera
Con la Nazionale messicana ha preso parte ai Mondiali 1970.